# Physalaemus feioi
Physalaemus feioi é uma espécie de anfíbio da família Leptodactylidae. Endêmica do Brasil, pode ser encontrada na Serra da Mantiqueira nos estados de Minas Gerais e São Paulo.
O holótipo foi coletado em Viçosa, Minas Gerais, dentro do campus da Universidade Federal de Viçosa, na chamada "Mata da Biologia". Além de Minas Gerais, também já foi encontrado no estado do Rio de Janeiro e São Paulo.
Anteriormente era confundido com Physalaemus olfersii até a descrição publicada em 2010.

## Etimologia
O epíteto "feioi" é uma homenagem ao biólogo Renato Feio, professor da Universidade Federal de Viçosa, especialista em anfíbios.